# Carl Johan Kjellman
Carl Johan Kjellman (i riksdagen kallad Kjellman i Södra Strömhult), född 18 april 1812 i Långaryds församling, Hallands län, död där 24 oktober 1884, var en svensk fabrikör och politiker. Han företrädde bondeståndet i Östbo och Västbo härader vid ståndsriksdagen 1865–1866. Efter representationsreformens genomförande var han ledamot av andra kammaren 1867–1875, invald i Västbo härads valkrets.